# Uralla
Uralla Shire är en kommun i Australien. Den ligger i delstaten New South Wales, i den sydöstra delen av landet, omkring 380 kilometer norr om delstatshuvudstaden Sydney. Vid 2021 års folkräkning hade Uralla 5 971 invånare.
Följande samhällen finns i Uralla:
- Bundarra
- Kingstown